# 圣玛丽亚-迪萨尔多拉
圣玛丽亚-迪萨尔多拉是葡萄牙阿威罗区的一个堂区。总面积10.63平方公里，总人口2698人，人口密度253.8人/平方公里。